# Soyouz TMA-3
Soyouz TMA-3 est une mission habitée en direction de la Station spatiale internationale lancée le 18 octobre 2003.

## Équipage
Décollage: 
- Commandant: Alexandr Kaleri (4)  Russie
- Ingénieur de vol 1: Michael Foale (6) - USA  États-Unis
- Ingénieur de vol 2: Pedro Duque (2) - ESA  Espagne

Atterrissage:
- Commandant: Alexandr Kaleri (4)  Russie
- Ingénieur de vol 1: Michael Foale (6) - USA  États-Unis
- Ingénieur de vol 2: André Kuipers (1) - ESA  Pays-Bas

Le chiffre entre parenthèses indique le nombre de vols spatiaux effectués par l'astronaute, TMA-3 inclus.

## Points importants

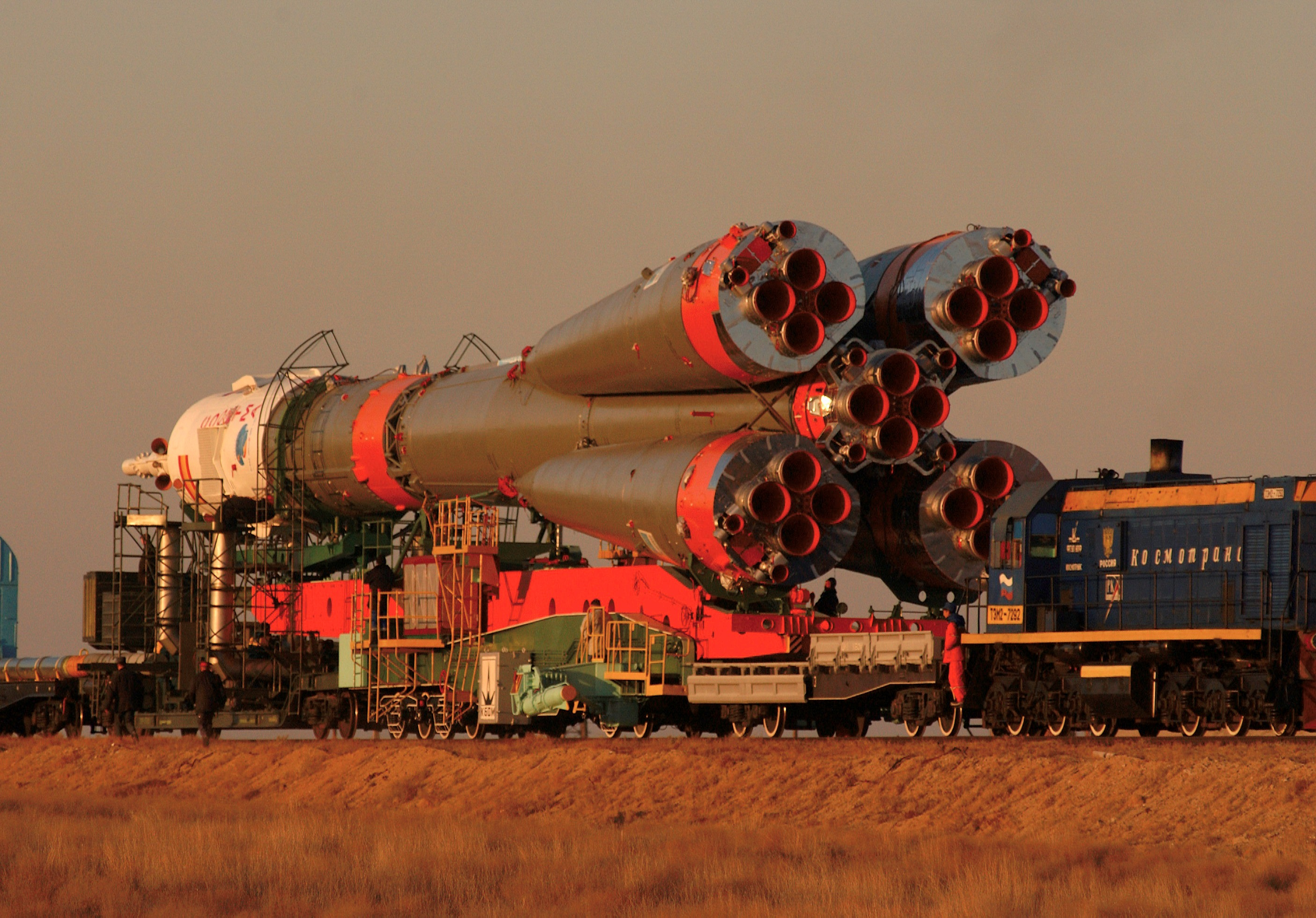
Soyouz TMA-3 amené vers le pas de tir

## Paramètres de la mission
- Masse: n.c. kg
- Périgée: 193 km
- Apogée: 227 km
- Période: 88.6 minutes